# Tryphosella index
Tryphosella index är en kräftdjursart som först beskrevs av J. L. Barnard 1966.  Tryphosella index ingår i släktet Tryphosella och familjen Lysianassidae. Inga underarter finns listade i Catalogue of Life.